# Model multinivell
Els models multinivell (també coneguts com a models lineals jeràrquics, model lineal d'efectes mixts, models mixts, models de dades imbricades, coeficients aleatoris, models d'efectes aleatoris, models de paràmetres aleatoris o dissenys de diagrames dividits) són models estadístics de paràmetres que varien a més d'un nivell. Un exemple podria ser un model de rendiment dels estudiants que contingui mesures per a estudiants individuals, així com mesures per a les aules dins de les quals s'agrupen els estudiants. Aquests models es poden veure com generalitzacions de models lineals (en particular, regressió lineal), encara que també es poden estendre a models no lineals. Aquests models es van fer molt més populars després que es disposava d'una potència informàtica i un programari suficients.
Els models multinivell són especialment adequats per als dissenys de recerca on les dades dels participants s'organitzen a més d'un nivell (és a dir, dades imbricades). Les unitats d'anàlisi solen ser individus (a un nivell inferior) que estan imbricats dins d'unitats contextuals/agregades (a un nivell superior). Tot i que el nivell més baix de dades en models multinivell sol ser un individu, també es poden examinar mesures repetides d'individus. Com a tal, els models multinivell proporcionen un tipus alternatiu d'anàlisi per a l'anàlisi univariant o multivariant de mesures repetides. Es poden examinar les diferències individuals en les corbes de creixement. A més, els models multinivell es poden utilitzar com a alternativa a ANCOVA, on les puntuacions de la variable dependent s'ajusten per covariables (per exemple, diferències individuals) abans de provar les diferències de tractament. Els models multinivells són capaços d'analitzar aquests experiments sense els supòsits de pendents d'homogeneïtat de regressió que requereix ANCOVA.
Els models multinivell es poden utilitzar en dades amb molts nivells, encara que els models de 2 nivells són els més habituals i la resta d'aquest article tracta només d'aquests. La variable dependent s'ha d'examinar al nivell més baix d'anàlisi.

## Equació de regressió de nivell 1
Quan hi ha una única variable independent de nivell 1, el model de nivell 1 és:
{\displaystyle Y_{ij}=\alpha _{i}+\beta _{ij}X_{ij}+e_{ij}}
- {\displaystyle Y_{ij}} fa referència a la puntuació de la variable dependent per a una observació individual al nivell 1 (subíndex i es refereix al cas individual, subíndex j es refereix al grup).
- {\displaystyle X_{ij}} fa referència al predictor de nivell 1.
- {\displaystyle \alpha _{i}} fa referència a la intercepció de la variable dependent per al cas individual i.
- {\displaystyle \beta _{ij}} fa referència al pendent per al cas individual i per a la relació del grup j (Nivell 2) entre el predictor del nivell 1 i la variable dependent.
- {\displaystyle e_{ij}} fa referència als errors aleatoris de predicció per a l'equació de nivell 1 (també es coneix com a {\displaystyle r_{ij}}).

{\displaystyle e_{ij}\sim {\mathcal {N}}(0,\sigma _{3}^{2})}
Al nivell 1, tant les intercepcions com els pendents dels grups poden ser fixes (és a dir, que tots els grups tenen els mateixos valors, tot i que en el món real això seria un fet poc freqüent), variar de manera no aleatòria (és a dir, que les intercepcions i/ o els pendents són predictibles a partir d'una variable independent al nivell 2), o variant aleatòriament (és a dir, que les intercepcions i/o pendents són diferents en els diferents grups, i que cadascun té la seva pròpia mitjana i variància globals).

## Equació de regressió de nivell 2
Les variables dependents són les intercepcions i els pendents de les variables independents del nivell 1 en els grups del nivell 2.
{\displaystyle \nu _{i}\sim {\mathcal {N}}(0,\sigma _{1}^{2})}
{\displaystyle \tau _{ij}\sim {\mathcal {N}}(0,\sigma _{2}^{2})}
{\displaystyle \alpha _{i}=\gamma +\nu _{i}}
{\displaystyle \beta _{ij}=\delta +\tau _{ij}}
- fa referència a la intercepció global. Aquesta és la gran mitjana de les puntuacions de la variable dependent de tots els grups quan tots els predictors són iguals a 0.
- fa referència al coeficient de regressió global, o el pendent, entre la variable dependent i el predictor de nivell 2.
- {\displaystyle \delta } fa referència al coeficient de regressió global, o el pendent, entre la variable dependent i el predictor de nivell 1.